# Harold Warris Thompson
Pour les articles homonymes, voir Harold Thompson et Thompson.
Harold Warris Thompson (15 février 1908 - 31 décembre 1983) est un chimiste physique et spectroscopiste anglais, qui est également président de la Fédération anglaise de football.

## Jeunesse et éducation
Harold Thompson est né à Wombwell, dans le Yorkshire, fils de William Thompson, un dirigeant de la mine, et de Charlotte Emily. Il fait ses études à la King Edward VII School de Sheffield  puis au Trinity College d'Oxford, où il a Cyril Norman Hinshelwood comme professeur.

## Chimie
Thompson obtient son diplôme en 1929 et travaille avec Fritz Haber et Max Planck à Berlin. Il retourne à Oxford en 1930 après avoir obtenu un doctorat de l'Université Friedrich Wilhelm de Berlin. Il est membre puis vice-président du St John's College d'Oxford .
Il s'intéresse aux réactions chimiques dans les gaz, à la photochimie et la spectroscopie. Pendant la Seconde Guerre mondiale, il travaille sur la Spectroscopie infrarouge pour le ministère de la Production aéronautique, puis poursuit ses recherches dans ce domaine.
Thompson est décrit comme un enseignant inspirant. Ses étudiants à Oxford comprennent Margaret Thatcher, à qui il enseigne lorsqu'elle est étudiante en chimie.

## Dirigeant de football
Thompson est un joueur de football passionné, gagnant un bleu lors de sa dernière année à Oxford. Il est impliqué avec l'Oxford University Association Football Club  pendant la majeure partie de sa vie, aidant à mettre en place le match universitaire à Wembley. Il crée le Pegasus Club en 1948. Il est président de la Fédération anglaise de football (1976-1981).
Thompson joue un rôle majeur dans le limogeage du manager anglais Sir Alf Ramsey, vainqueur de la Coupe du monde de 1966, en 1974 . Compte tenu de l'échec de l'Angleterre à se qualifier pour la Coupe du monde cette année-là, le limogeage de Ramsey était peut-être justifié, mais les journaux ont rapporté que "tout l'épisode a été traité avec une insensibilité brutale".
Le journaliste et auteur britannique Leo McKinstry écrit que "le manager le plus titré d'Angleterre aurait eu un héritage digne d'un héros s'il n'y avait pas eu la malveillance du chef de la FA Harold Thompson" .
Thompson s'est ensuite assuré que l'un des directeurs de club les plus titrés de l'époque, Brian Clough, ne devienne jamais directeur de l'Angleterre .

## Honneurs
Thompson reçoit de nombreux honneurs et est élu membre de la Royal Society en 1946. Il est anobli en 1968 et fait chevalier de la Légion d'honneur en 1971.
En 1981, Thompson devient membre fondateur du Conseil culturel mondial .
Thompson co-dirige la revue Spectrochimica Acta Part A pendant 30 ans. En 1985, le journal consacre l'intégralité du volume 41 à la mémoire de Thompson . Le volume comprend des articles de plusieurs de ses étudiants, collègues et admirateurs et comprend également des souvenirs spéciaux de collègues éminents, dont Richard C. Lord  et Foil A. Miller .
En 1986, Spectrochimica Acta Part A créé le «Sir Harold Thompson Memorial Award», décerné chaque année aux auteurs de l'article représentant «l'avancée la plus significative signalée au cours de l'année précédente» .

## Vie privée
Thompson épouse Grace Penelope Stradling en 1938 et ils ont deux enfants. Il est décédé le 31 décembre 1983.